# Naylor TF 1700
La Naylor TF 1700 est une voiture de sport britannique construite dans les années 1980 par Naylor Cars, Ltd., situé à Shipley, West Yorkshire, en Angleterre. Présentée en 1984, elle était le fruit d'Alastair Naylor et a été développée en collaboration avec Alan Staniforth.

## Conception
Le roadster deux places à carrosserie acier est une réplique exceptionnellement fidèle de la célèbre MG TF. Comme avec la MG TF, la TF 1700 avait le moteur à l'avant et les roues arrière motrices. La Naylor était exceptionnellement bien équipée (et donc chère), avec un intérieur cuir Connolly et de vraies roues à rayons. Son prix en 1985 était de 13 950 livres sterling. Elle coûtait seulement quarante livres de moins que la beaucoup plus puissante Morgan Plus 8 Injection. Comme la Morgan, la Naylor a une carrosserie construite à partir de panneaux de métal fixés à un cadre en bois de frêne (à ne pas confondre avec le châssis, qui est en acier dans les deux voitures). La majeure partie de la mécanique venait directement de la Morris Marina/Ital, y compris les moteurs de 1,7 litre à SACT O-série produisant 77 hp (57,42 kW) et la boite de vitesses à quatre rapports. L'essieu arrière fut le pont rigide avec ressorts hélicoïdaux de la Marina. La suspension avant est indépendante, avec des jambes de force MacPherson, et une crémaillère et pignon de direction. la vitesse de pointe est de 151 km/h. La TF 1700 a été entièrement approuvée et portait une garantie de l'Austin Rover Group.

## Histoire
Naylor a déménagé dans une nouvelle usine en avril 1985, après quoi la production a été accélérée. Naylor a travaillé sans relâche pour améliorer la voiture et lui donner des caractéristiques proches de celles de la MG originale, en utilisant l'expertise en châssis de Lotus. Environ 100 voitures ont été construites par Naylor jusqu'à ce que l'entreprise fasse faillite en 1986, en partie dû à ce que la société ne fut pas en mesure de se débarrasser de l'image de voiture en kit, malgré le fait que Margaret Thatcher se soit faite photographier conduisant une Naylor devant le 10 Downing Street, partie d'un effort pour inspirer les petits fabricants britanniques,. La voiture en question (voir photo dans l'infobox) avait une plaque d'immatriculation D414HYG et a été la 100e TF 1700 construite. La "Naylor venture" a aidé à établir le modèle de coopération entre Austin Rover et le British Motor Industry Heritage qui a conduit à la production de la RV8.

## Hutson TF
Le projet et l'usine sont passés dans les mains du Mahcon group en 1986. Ils ont créé la Hutson Motor Company et vendu la voiture en tant que Hutson TF 1700. Environ 61 voitures supplémentaires ont été construites par eux. Un petit nombre de voitures en kit sont également vendues, sous le nom de Mahcon.